# Alfred von Reumont
Alfred von Reumont (15. august 1808 i Aachen – 27. april 1887 sammesteds) var en tysk historiker.
von Reumont kom 1829 til Firenze, knyttet til det preussiske gesandtskab, og tilbragte siden sin bedste tid i Italien; han kom i forbindelse med hele den italienske litterære og politiske verden og studerede ivrig først Italiens kunst, siden landets hele historie. I det preussiske diplomati nåede han frem til selv at være gesandt i Firenze, men mistede denne stilling 1860 og helligede sig nu helt til en litterær virksomhed, der allerede var begyndt meget tidligere og næsten ene drejer sig om Italien.
Hans hovedværker er: Geschichte der Stadt Rom (3 bind, 1867-70), Lorenzo de’ Medici il Magnifico (2 bind, 1874, 2. oplag 1883) og Geschichte Toscanas seit dem Ende des florentinischen Freistaats (2 bind, 1876). Desuden kan fremhæves: Ganganelli, seine Briefe und seine Zeit (1847), Die Carafa von Maddaloni (2 bind, 1851), Die Jugend Caterinas de’ Medici (1854, (2. oplag 1856), Gino Capponi, ein Zeit- und Lebensbild (1880). Af en anden natur er Aus König Friedrich Wilhelms IV gesunden und kranken Tagen (1886), bygget på det nære personlige forhold, hvori von Reumont havde stået til denne fyrste.